# Ekaterina Seleznëva
Ekaterina Sergeevna Seleznëva (in russo Екатери́на Серге́евна Селезнёва?; Puškin, 18 maggio 1995) è una ginnasta russa. Lei è diventata campionessa del mondo al cerchio ai Campionati mondiali di ginnastica ritmica 2019. È anche campionessa del Grand Prix Final All-around 2018 e medaglia d'oro All-Around delle Universiade estive 2019. A livello nazionale, è medaglia di bronzo della nazionale russa 2018.

## Carriera

### Vita privata
Ekaterina Seleznëva è fidanzata con il presentatore TV e giornalista sportivo Sergej Gladun. È stata nelle pagini editoriali di Vogue Russia.

### Junior
Ekaterina Seleznëva nasce a Puškin, in Russia, il 18 maggio 1995. È allenata dalla madre, Ol'ga Nikolaevna Nazarova. Dal 2011 fa parte del team nazionale russo (inizialmente in quello delle riserve, ora è una delle migliori ginnaste).

### Senior
Nel 2013 vince il bronzo al cerchio ai Campionati Nazionali Assoluti della Russia e viene invitata a far parte del team nazionale.
Nel 2014 ai Campionati Nazionali Assoluti della Russia vince l'oro alle clavette davanti ad Arina Averina. Lo stesso anno, partecipa alla Serie A italiana.
Nel 2015 ai Campionati Nazionali Assoluti della Russia arriva quarta nell'all-around e vince l'oro al nastro. In seguito, arriva prima al Torneo Internazionale di Holon e a fine stagione torna in Italia per gareggiare nella Serie A.
Nel 2016 vince l'oro all'Alina Cup di Mosca, e poi arriva sesta ai Campionati Nazionali Assoluti della Russia. Partecipa anche al Torneo Internazionale del Baltic Hoop di Riga, in Lettonia, dove arriva sesta.
Anche nel 2017 vince l'oro all'Alina Cup di Mosca, e arriva settima ai Campionati Nazionali Assoluti della Russia. Al Torneo Internazionale di Corbeil-Essonnes arriva terza. In giugno, partecipa per la prima volta ad una Coppa del Mondo, la World Challenge Cup di Guadalajara, dove arriva seconda dietro alla connazionale Polina Chonina. Vince comunque l'oro al cerchio e al nastro e l'argento alla palla. Al Torneo Internazionale di Holon vince l'oro. Partecipa alla World Challenge Cup di Berlino e arriva prima davanti alla connazionale Julija Bravikova. Vince l'oro al cerchio e alla palla, l'argento alle clavette e il bronzo al nastro. All'Universiade di Taipei partecipa con Julija Bravikova e vince l'oro alla palla, l'argento al cerchio e al nastro e il bronzo alle clavette.
Nel 2018 arriva undicesima al Grand Prix di Mosca. Ai Campionati Nazionali Assoluti della Russia arriva terza dietro Dina Averina e Aleksandra Soldatova e vince l'oro al cerchio, alla palla e alle clavette. Al Grand Prix di Kiev arriva prima davanti a Marija Sergeeva e Katrin Taseva; vince l'oro alla palla e al nastro e l'argento con le clavette e il cerchio. Al Grand Prix di Thiais vince l'argento dietro Dina Averina, vince il bronco al cerchio e l'argento al nastro. Alla Coppa del Mondo di Sofia arriva seconda dietro ad Aleksandra Soldatova; vince l'argento alla palla e il bronzo al nastro. Alla Coppa del Mondo di Tashkent vince il bronzo nell'all-around, nella palla e nel nastro. Alla Coppa del Mondo di Baku vince l'oro al cerchio davanti a Marija Sergeeva. Al Grand Prix di Holon arriva terza nell'all-around, vince l'argento al nastro e il bronzo alle clavette. Al Grand Prix di Brno vince l'oro nell'all-around, alle clavette, alla palla e al cerchio. Al Grand Prix di Marbella vince il bronzo nell'all-around, l'oro alla palla e l'argento a cerchio e nastro. Alla Coppa del Mondo di Minsk arriva quarta nell'all-around, vincendo poi l'oro alla palla.
Nel 2019 arriva quarta al Grand Prix di Mosca, vincendo l'argento alla palla. Al Grand Prix di Kiev arriva terza nell'all-around dietro all'ucraina Vlada Nikol'čenko e alla bulgara Katrin Taseva; vince un altro bronzo al cerchio e un oro alla palla. Al Grand Prix di Thiais arriva quinta. Alla Coppa del Mondo di Sofia arriva solo nona, vincendo invece l'argento al cerchio e l'oro alla palla. Alla World Cup di Guadalajara arriva seconda nell'all-around dietro ad Aleksandra Soldatova e davanti all'italiana Alexandra Agiurgiuculese, terza al cerchio e alle clavette, settima alla palla, e seconda al nastro. Ai Nazionali Russi arriva quarta. Alle XXX Universiadi vince l'all-around, le finali di cerchio, palla, nastro e il bronzo alle clavette. Alla World Challenge Cup di Cluj-Napoca vince l'argento nell'all-around (dietro a Linoy Ashram) e al cerchio. Alla palla vince l'oro, mentre a clavette e nastro non è sul podio. Ai suoi primi Campionati mondiali di ginnastica ritmica 2019 di Baku vince due ori, nella gara a squadre (con Dina e Arina Averina) e al cerchio (davanti a Linoy Ashram e Dina Averina), e un bronzo al nastro (dietro a Dina Averina e Linoy Ashram).
Nel 2020 presenta il suo nuovo programma durante le ''Speranze della Russia''. Al Grand Prix di Mosca arriva quarta, vincendo l'oro al cerchio e l'argento al nastro. Durante i Campionati russi, arriva quarta dietro Arina Averina, Dina Averina e Lala Kramarenko. Al Grand Prix di Tartu vince l'argento alla palla e il bronzo al nastro e viene proclamata ''Miss Valentine''. Ritorna in pista, dopo otto mesi di stop a causa della pandemia da Coronavirus, alla seconda edizione del Torneo Online di Mosca, dove arriva quarta alla palla e quinta al cerchio. Alla terza edizione del Torneo Online di Mosca, vince il bronzo al cerchio e alla palla.   
Inizia la stagione agonistica 2021 partecipando al Grand Prix di Mosca, dove arriva sesta nell'all-around. Al Campionato Russo di inizio stagione, guadagna un argento nell'AA di qualificazione.

## Palmarès

### Mondiali
| Anno | Città | Risultato | Specialità         |
| ---- | ----- | --------- | ------------------ |
| 2019 | Baku  | Oro       | Cerchio            |
| 2019 | Baku  | Bronzo    | Nastro             |
| 2019 | Baku  | Oro       | Concorso a squadre |

### Universiadi
| Anno | Città  | Risultato | Specialità |
| ---- | ------ | --------- | ---------- |
| 2017 | Taipei | Argento   | All-Around |
| 2017 | Taipei | Argento   | Cerchio    |
| 2017 | Taipei | Oro       | Palla      |
| 2017 | Taipei | Bronzo    | Clavette   |
| 2017 | Taipei | Argento   | Nastro     |
| 2019 | Napoli | Oro       | All-Around |
| 2019 | Napoli | Oro       | Cerchio    |
| 2019 | Napoli | Oro       | Palla      |
| 2019 | Napoli | Bronzo    | Clavette   |
| 2019 | Napoli | Oro       | Nastro     |

### Coppa del mondo
| Anno | Città       | Risultato | Specialità |
| ---- | ----------- | --------- | ---------- |
| 2017 | Guadalajara | Argento   | All-Around |
| 2017 | Guadalajara | Oro       | Cerchio    |
| 2017 | Guadalajara | Argento   | Palla      |
| 2017 | Guadalajara | Oro       | Nastro     |
| 2017 | Berlino     | Bronzo    | All-Around |
| 2017 | Berlino     | Oro       | Cerchio    |
| 2017 | Berlino     | Oro       | Palla      |
| 2017 | Berlino     | Argento   | Clavette   |
| 2017 | Berlino     | Bronzo    | Nastro     |
| 2018 | Sofia       | Argento   | All-Around |
| 2018 | Sofia       | Argento   | Palla      |
| 2018 | Sofia       | Bronzo    | Nastro     |
| 2018 | Tashkent    | Bronzo    | All-Around |
| 2018 | Tashkent    | Bronzo    | Palla      |
| 2018 | Tashkent    | Bronzo    | Nastro     |
| 2018 | Baku        | Oro       | Palla      |
| 2018 | Minsk       | Oro       | Palla      |
| 2019 | Sofia       | Argento   | Cerchio    |
| 2019 | Sofia       | Oro       | Palla      |
| 2019 | Guadalajara | Argento   | All-Around |
| 2019 | Guadalajara | Bronzo    | Cerchio    |
| 2019 | Guadalajara | Bronzo    | Clavette   |
| 2019 | Guadalajara | Argento   | Nastro     |
| 2019 | Cluj-Napoca | Argento   | All-Around |
| 2019 | Cluj-Napoca | Argento   | Cerchio    |
| 2019 | Cluj-Napoca | Oro       | Palla      |